# Manilkara hexandra
Găng néo (danh pháp khoa học: Manilkara hexandra) là một loài thực vật có hoa trong họ Hồng xiêm. Loài này được William Roxburgh mô tả khoa học đầu tiên năm 1795 dưới danh pháp Mimusops hexandra. Năm 1915 Marcel Marie Maurice Dubard chuyển nó sang chi Manilkara.

## Phân bố
Loài bản địa Ấn Độ, Bangladesh, Campuchia, Malaysia bán đảo, Myanmar, Sri Lanka, Thái Lan, đông nam Trung Quốc, Việt Nam.

## Hình ảnh

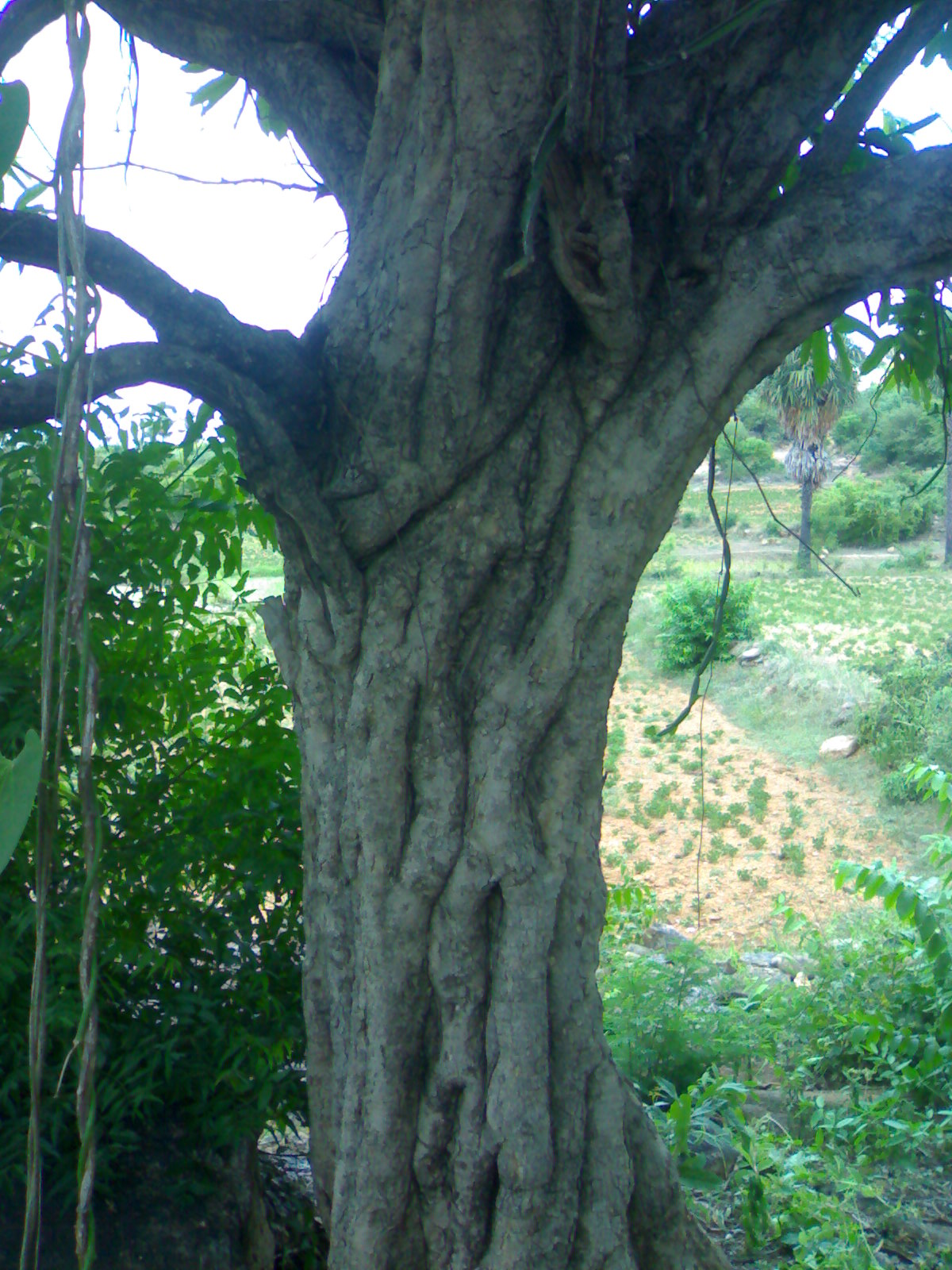
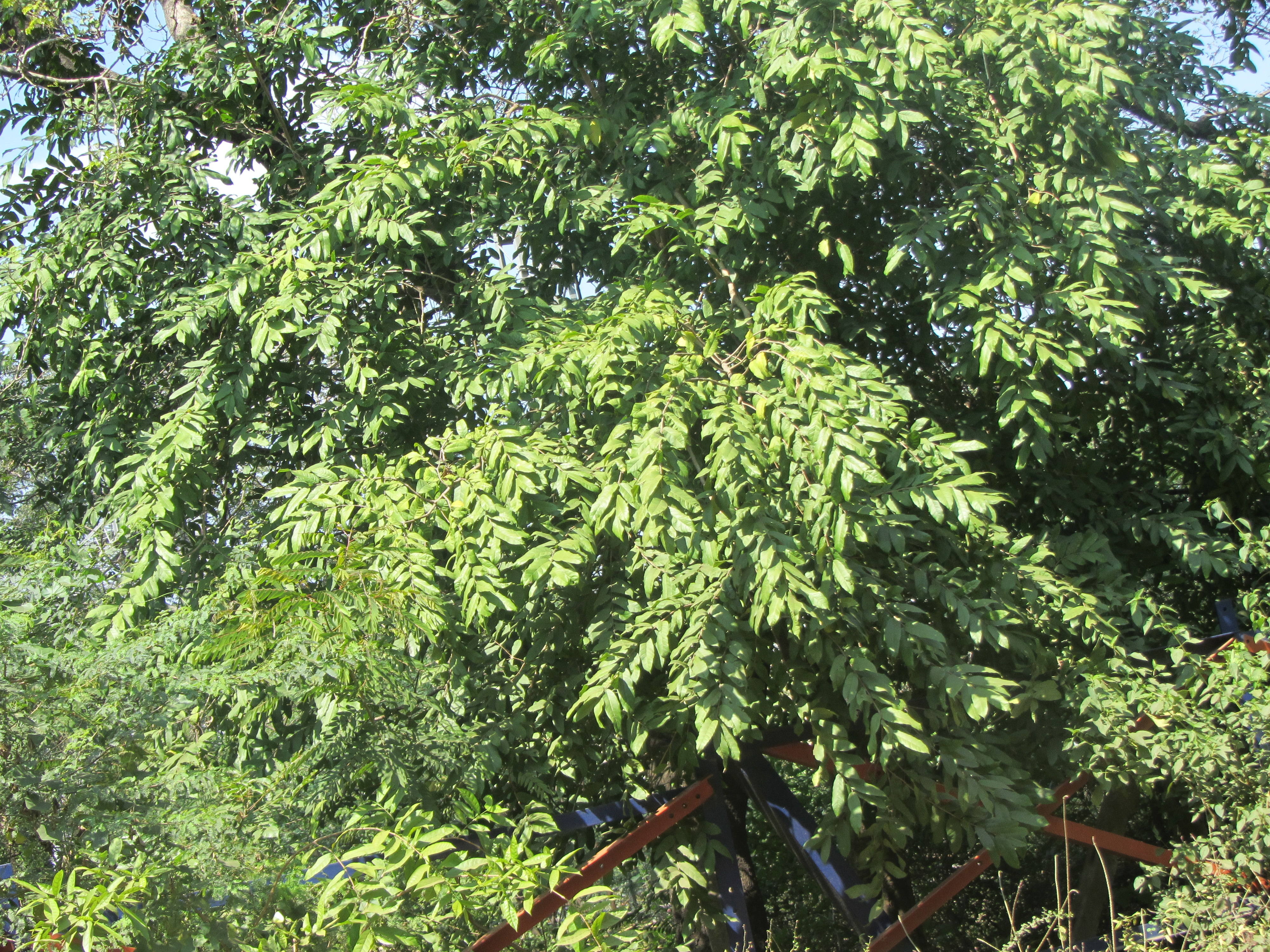